# Panissières
Panissières é uma comuna francesa na região administrativa de Auvérnia-Ródano-Alpes, no departamento de Loire. Estende-se por uma área de 26,71 km². Em 2010 a comuna tinha 2 997 habitantes (densidade: 112,2 hab./km²).